# 664
664 (DCLXIV) var ett skottår som började en måndag i den julianska kalendern.

## Händelser

### Okänt datum
- Arabernas arméer erövrar Kabul.[1]
- Sankta Balthild abdikerar som drottning och går i kloster.
- Katolicismen segrar över den iro-skotska kyrkan på synoden i Whitby

## Födda
- Constantinus, påve 708–715.

## Avlidna
- 6 januari – Amr ibn al-As, arabisk befälhavare.
- Xuanzang, kinesisk författare och översättare.

### Fotnoter
1. ↑  Roberts,  J: "History of the World.". Penguin, 1994.